# Zecca

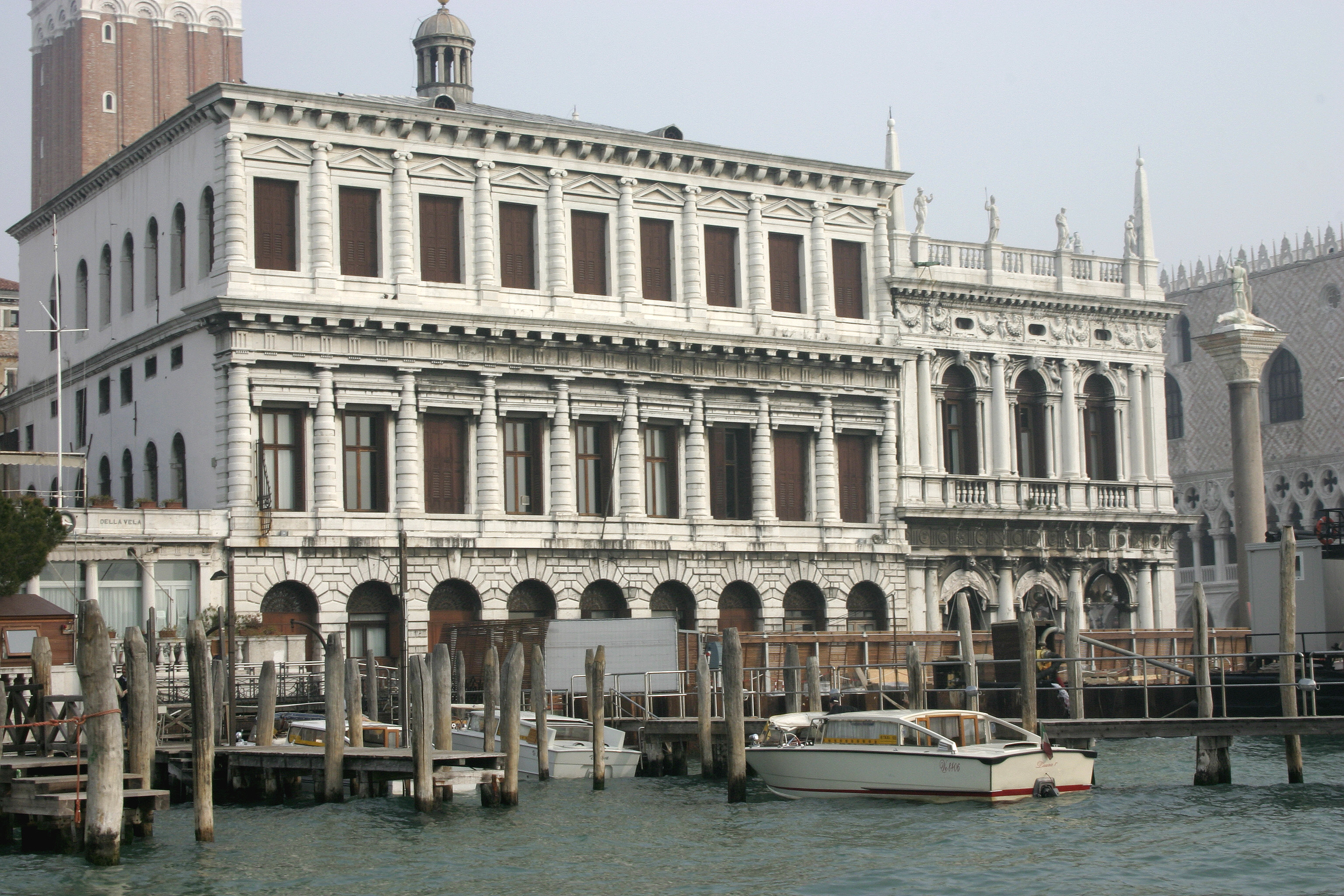
Palazzo della Zecca lângă Biblioteca Marciana și în fața Bazinului San Marco

Palazzo della Zecca este o clădire din Veneția, construită în secolul al XVI-lea și care a adăpostit monetăria guvernamentală și birourile funcționarilor responsabili cu baterea monedelor. Această clădire, cu un aspect exterioar rustic și robust, se află în contrast evident cu bogat ornamentata Biblioteca Marciana de lângă ea. Ambele clădiri au fost proiectate de Jacopo Sansovino. Astăzi, Zecca servește ca spațiu pentru colecțiile Bibliotecii Marciana.
Zecca s-a aflat anterior în cartierul Rialto începând din 1277 și a fost mutată aici pentru a fi mai aproape de oficiile guvernamentale ale Republicii situate în jurul Pieței San Marco. Această clădire a fost înălțată în perioada 1537-1545, fiind construită din blocuri solide de marmură de Istria. Deoarece monetăria avea anterior cuptoare cu temperatură ridicată și prezenta risc de incendiu, a fost folosit puțin lemn în construcția sa. Arcada de intrare cu doi atlanți a fost proiectată de un elev al lui Sansovino, Vincenzo Scamozzi. Statuile au fost sculptate de Girolamo Campagna și Tiziano Aspetti. Curtea conține o statuie a lui Apollo realizată de Danese Cattaneo.

## Monede venețiene
Baterea de ducați și de alte monede a încetat în 1870, când Veneția s-a alăturat Regatului Italiei. În timpul Republicii Venețiene au fost bătute aici diferite monede, inclusiv:
| Denumire                           | Valoare   | Valoare                            | Batere                               | Observații |
| ---------------------------------- | --------- | ---------------------------------- | ------------------------------------ | --- |
| Ducato d'argento (ducat de argint) | 1 grosso  |                                    | 1202 (dogele Enrico Dandolo)         | numit și Matapan |
| Soldo de argint                    |           |                                    | 1328-1339 (dogele Francesco Dandolo) | |
| Liră de argint                     | 20 soldi  | 6.52 g de argint cu titlul de 948‰ | 1472 (dogele Nicolò Tron)            | numită și Lira Tron, a fost prima liră din Italia: denumirea sa provine de la cuvântul latinesc libra                         |
| Țechin de argint                   |           |                                    | secolul al XII-lea)                  | |
| Ducat de aur sau Țechin de aur     | 1 fiorino |                                    | 1284 (dogele Giovanni Dandolo)       | Din timpul dogelui Francesco Venier (1554-1559) a început să se numească zecchino (țechin). Bătut din aur aproape pur (997‰). |